# Shunmei Horikane
Shunmei Horikane (japanisch 堀金 峻明 Horikane Shunmei; * 25. Dezember 2002 in der Präfektur Fukuoka) ist ein japanischer Fußballspieler.

## Karriere
Shunmei Horikane erlernte das Fußballspielen in der Mannschaft des Lazos Kazuki SSC, in den Schulmannschaften der Koyanose Jr High School und der Kyushu International University High School sowie in der Universitätsmannschaft der Kanto-Gakuin-Universität. Die Saison 2024 wurde er von der Universität an den Zweitligisten Montedio Yamagata ausgeliehen. Für den Verein aus der Präfektur Yamagata bestritt er drei Zweitligaspiele. Nach der Ausleihe wurde er von Montedio im Februar 2025 fest unter Vertrag genommen.